# Историјат слободног краљевског града Суботице
Историјат слободног краљевског града Суботице (изворно: „Szabadka Szabad Királyi Város története“) је двотомно дело Иштвана Ивањија професора Суботичке гимназије, писана и објављена у другој половини XIX. века. Ивањи је писао на свом матерњем, мађарском језику, док се у Суботици подједнако говорио и српски, хрватски и буњевачки.
Монографија представља сложену грађу на преко 1200 страна који презентује материјал незаобилазан у студирању историје Војводине, нарочито о њеном новијем добу (XVI-XIX век). Мало је ко од Ивањијевих савременика оставио будућим генерацијама овако квалитетну монографију њиховог града.
Први том (1886) се бави историјатом, док је други (1892) класична монографија и својеврстан лексикон оновремених друштвених прилика, народних и етничких обичаја, географских и природних одлика, описује културни и религиозни живот, привреду, образовање итд.

## Први том – историјске прилике
Први том изашао је 1886. године, и подељен је на шест поглавља:
1. Увод – Град и његове административне границе, име града (настанак и етимологија), печат и грб града
2. Од праисторије до средњег века
3. Суботица у времену мађарских краљева, до 1542. (Оснивање града, побуна пора, почетак турске најезде, Цар Јован Ненад)
4. Турски период 1542-1686. (Турска административна успостава, Сегединска нахија, депопулација, статус мађара под турском управом, прилив новог становништва)
5. Граничарски период 1686-1743. (Ослобођење од турског јарма, поновно усељење мађара и срба, наставак борбе против турака, организовање граничара, Ракоцијев устанак, нормализација грађанског живота)
6. Град под новим именом: Света Марија, 1743-1779. (Сукоб мађара и православних срба и његово решавање, феудални сукоби, унутрашње прилике и порески систем, сукоб града и царске Коморе, борба за аутономију и независност, оснивање насеља Бајмок, ослобођење града од бечке хегемоније – добијање дипломе слободног града кошта град 5000 златника)
7. Град под именом: Марија Тересиополис и од 1779. слободни краљевски град Сабадка (Нове привилегије града, сукоб са жупанијом, реформе краља Јозефа другог, Турски рат, Француски ратови, оснивање приграђа Александрово, колера 1831. године, Мађарска револуција 1848. и Српска Војводина, провизорија и повратак под круну, измирење Аустрије и Мађарске – период дуализма)

## Други том – друштвене прилике
Други том издат је седам година након првог, што указује на екстремни рад који је уложен, а укључивао је и путовања до Беча и Будима. Ивањију се током ових година чак погоршао вид, тако да је једно време и суспендован од професорског рада. Ово се разуме ако се узме у обзир преко хиљаду страна метеријала написаних руком, а да би се књиге написале требало је аутор да пронађе одговарајуће изворе и референце у матичним књигама, црквеним и војним архивима, градским документима, разним писмима и записима. Суботица и околина је од тада, нарочито у новије време обрађивана у низ издања и монографија, али никад у тако опширном и обимном делу, са толико детаља и разноврсних тема.
Други, закључни том штампан је 1892. године, и има једанаест поглавља:
1. Градска месна управа (Развој, политика, листа чиновника)
2. Организација града (Заједничка својина, непокретна добра, феудални земљопоседници, зграде, капитал, послови и зараде, грађански порези, опис главних привредних делатности итд.)
3. Државни порески систем (Војни порези, порез на промет, расподела пореза по периодима итд.)
4. Опис својине града (Погранични спореви, опис суботичких пустара, опис Палића са привредом, природне карактеристике околине града, пољопривреда, листа власништва итд.)
5. Индустрија и трговина, банке (Историјат, унутрашњи живот, листа банака у Суботици)
6. Грађанство и насељавање
7. Религиозна припадност и етничка подела (Римокатолици, Фрањевци, истакнуте верске личности, црквене зграде, народни обичаји, завршавање суботичке катедрале, листа клерика, карактеристике цркве на пустарама, капеле, истакнути верски споменици и гробља, католички Немци; православни Срби, Јевреји, протестанти)
8. Образовање (Основне школе у граду и на селу, мушке и женске школе, листа професора и управника, учитељске школе, српске школе, јеврејске школе, школа ликовне уметности, музичка школа, привредно-трговинске школе, школа за занатлије, гимназија)
9. Друштво и култура (Институције, удружења, касина, штампа, добротворна друштва)
10. Буњевци и њихови обичаји (Порекло имена и домовина, дијалект, стил облачења, грађевинско наслеђе, духовност, домаћа радиност, народна ношња, начин свадбе, прело, коло, материца, кралица и остали богати обичаји)
11. Географија (Шетња градом, настанак унутрашње структуре)
12. Додатак - листа пробраних докумената

### Једно интересантно историјско поглавље
Ивањи на странама 86-117 описује тежак живот у времену најезде Турака, а издваја се опис – Лудошки. Наиме народ се са околњих пустара у бегу од турака повлачио у трску Лудошког рита. Знајући да их турци ако их ухвате неће штедети, неки су то скривање усавршили до краја, тако да су чак и зарањали под воду да би само кроз гранчицу трске узимали ваздуха. Али Турци су многе од њих намамили лукавством, вичући ноћима са обале "Като, Баро, Маро! Изађите храбро, јер је непријатељ отишао!" Пошто су у ту сврху користили језик мештана, уз помоћ раније заробљених, многи су се у нади спаса повукли из воде и бивали ухваћени. [pp. 94]
На жалост, и међу Мађарима је било издајника, који су Турцима помагали у покушају проширења велике Османске државе и на Бачку. На пример извесни Имре Текели (мађ. Tököli Imre) чија је војска издајника између осталог 1695. године напала и Суботицу, растеравши становништво у околне шуме и усмртивши око 30 бранитеља града. Свему томе, и харању турске војске и њихове вазеле по Бачкој стао је на крај Еуген Савојски који је Текелија и од њега предвођену турску војску сустигао, и у чувеној бици код Сенте заувек разбио њихове напоре да нападају север. Као посебан куриозитет Ивањи напомиње да је на свом повратку у Беч, да би скратио пут кроз Бачку и спречио болести Савојски прошао Кањижу, Сегедин, Суботицу, Мељкут, Риђицу, Сантово и Колут. [pp. 97]

### Односи између народа и народности
Ивањи се аутентично и бравурно бави са и пивоталним темама. Односи становника различите етничке припадности, пре свега мађара и срба који су Суботицу настањивали или који су респективно једни или други имали власт, били су не само сложени већ и нетрпељиви. Мир је често био на крхким ногама. Само што су турци истерани, почела је борба за привилегије, имања, феудалне земље, политичку власт итд.
По Ивањијевим речима срби су се у то време састојали од католичких (Ивањи: "шизматских") срба и буњеваца (Ивањи: "далматинаца"), и да су се у Суботицу уселили ради служења војне обавезе, иако у то време ниједан сукоб са турцима нису имали. Тако да се довело у питање постојање те милиције и покушало се са њиховом испоставом јужније, на границу са тадашњом Османском државом, коју су чинили Тиса и Дунав. Део суботичких срба се тако добровољно иселио у Шајкашку (у места Лок, Тител, Мошорин) и на друга места (Брестовац, Петроварадин, па и Београд, који је управо био ослобођен од турака) а делом и у Славонију. Многи су опет остајали, исказавши лојалност Бечкој круни. Према Ивањију матичне књиге Фрањеваца доказују да су се буњевци нешто раније уселили од срба у овом периоду (из Босне и Далмације), иако су се та два словенска народа понашала релативно униформно и већином били католичке вероисповести. Буњеваца је чак и било више у Суботици него срба, а чак и највише овде у целој Бачкој. [pp. 89]
Ивањи такође у велике детаље описује сукоб локалне цивилне успоставе и срба у времену Леополда првог. За време Турске власти у Србији срби су се масовно исељавали на север, и били примљени да живе у Баји, Суботици, Сегедину, у Темишварској области. Они су се као избеглице обратили директно Бечу, јер су према мађарима у то време гајили сумњичавост – иако их је Мађарска у великом броју примила у време велике сеобе предвођене патријархом Арсенијем Чарнојевићем. Ивањи каже да су срби који су доспели у градове били вешти у разним рукотворинама и постајали цењене занатлије, привредници и трговци. Али проблем су представљали они настањени у земуницама на пустари, јер су се – не разумејући се у друго но ратовање – пријављивали у војску.
По Ивањијевим речима у једном периоду локална српска милиција успостављене немачке Граничарске области је одбила да региструје своју породицу и да на имање плаћа порез. Тако да је град био приморан да се обрати лично круни, која је наредила да се иселе сви који одбију да своју имовину пријаве и да на њу плаћају дажд. Према Ивањију, до овога је дошло јер су наоружани српски граничари као дежурни ратници који су се добровољно пријавили против турака, уживали специјалне привилегије које су их учиниле лежерним. Пошто након истеривања турака из ових крајева Погранична милиција није имала посла, а њихова немачка команда је била подаље (у Сегедину), они су почели да се понашају побуњенички. Нису поштовали закон, службенике жупаније, малтретирали су цивилне становнике и сељаке. Једном приликом је сукоб између независне милиције и града чак оружано ескалирао, тако да је жупанија била приморана да разоружа милитанте, што је изазвало негодовање круне, којој је погранична војска директно била подређена. [pp. 105]
Иако су за време аустријске хегемоније срби били привилеговани и потпуно издвојени из жупанијског друштвеног уређења (повластице у виду великих данака, ослобађање од пореза и добијање земље као војна плата) Ивањи признаје да је српско живље за време аутономне мађарске управе у другој половини XVII. века ипак било делимично запостављено, што је произашло из различитости те две нације. Али не и на верској основи, као што су срби тврдили зато што су тада као мањина (само 1/3 становништва града) добијали мање средстава за своје културне установе и одржавање цркви. Према Ивањију срби националисти предвођени попама су све несугласице подизали до нивоа верске нетрпељивости, иако су срби у Бачкој православље по жељи и неометано празновали. [pp. 245]

### Проблеми код Ивањија
Ивањи је релативно лепо осликао временску панораму, владао је познавањем прилика. Ипак има појединих недоследности са званичном историографијом или новијим подацима, као и грешака у тумачењима. Но не треба му замерити из бар два разлога:
- писао је у духу времена и своје ставове градио на основу тадашњих сватања;
- свој рад је квалитетно референцирао, позива се на тада расположиве изворе.

На пример Ивањи посвећује велику пажњу Буњевцима, за које каже да су словенска већина у Суботици, али их делимично задужује према себи не сматрајући их етничким ентитетом, већ само католичким Србима. Такође и Србе које је сматрао незнатном мањином у Суботици (али о њима ипак детаљно писао), док војвођанске Хрвате, Шокце, Русине, Словаке и друге народности и не помиње, или само укратко.

## Белешке
1. ↑  Od 1870. године у Суботици излазе „Bunjevačke i šokačke novine“ а деца имају уџбенике на свом матерњем језику. Од штампе на српском излазе „Subotičke novine“, а до краја 1899. и „Бачванин“ лист на ћирилици.
2. ↑  Неки срби су се касније и пошвабили или поманджарили, што се рефлектује у писању њихових имена (нпр. Grubisich или Benyovics у пописима становништва).
3. ↑  Могући разлог томе је и Велика Монографија Бачко-Бодрошке жупаније на којој је Ивањи истовремено радио, која је изашла 1896. године у Сомбору. Та публикација у велике детаље описује све народе и народности, њихову културу, школство, занатство и обичаје.